# Holly Miranda
Holly Miranda (Detroit, 1982. szeptember 21. –) amerikai énekesnő, dalszerző, zongorista, gitáros, trombitás. 2001-ben felvette a „High Above The City” című 20 számos szólóalbumot, amely csak showműsorokban érhető el. 2003-ban találkozott Alex Lipsen producerrel és vele a The Jealous Girlfriends elnevezésű négytagú együttest alapította meg − melynek székhelye a brooklyni Williamsburgban található.

## Pályakép
Miranda kisgyerekként egy templomban énekelt, 6 évesen zongorázni tanult, 14 évesen pedig vett egy gitárt, nagyjából akkor, amikor dalokat is kezdett írni. Miután New Yorkba költözött, megismerkedett azokkal az emberekkel, akikkel aztán a The Jealous Girlfriends nevű indie rock zenekart létrehozta.
Holly az énekes szakma tehetségeivel együtt lép fel, olyanokkal, mint Karen O, Lou Reed, The XX és Lesley Gore. Számos más projekt társírója és producere.
Legutóbb Holly készített egy tizenegy perces videót Sophie Strand „I will not be purified” című esszéjének élő olvasásához. Amanda Palmer és a Gracie and Rachel zenei kíséretet nyújtottak.
2021-ben Miranda és egy munkatársa, Ambrosia Parsley létrehoztak egy közös lemezkiadót (Eye Knee Records).
Szeretem Jeff Buckley-t, Édith Piafot és Nina Simone-t.

## Albumok
- High Above the City: Evolution (2004)
- The Magician's Private Library (2010)
- Holly Miranda (2015)
- Party Trick (2016)
- Mutual Horse (2018)

## Kislemezek
- Forest Green, Oh Forest Green (2009)
- Waves (2010)
- Desert Call (2013)
- Everlasting (2013)
- All I Want is to be Your Girl (2015)
- Midnight Oil (2017 – The New Asylum Choir)

## The Jealous Girlfriends
- Comfortably Uncomfortable (2004)
- The Jealous Girlfriends (2007)